# Rhyacophila vaefes
Rhyacophila vaefes är en nattsländeart som beskrevs av Milne 1936. Rhyacophila vaefes ingår i släktet Rhyacophila och familjen rovnattsländor. Inga underarter finns listade i Catalogue of Life.